# 开刀山窑址
开刀山窑址位于浙江省慈溪市匡堰镇乾炳村开刀山北麓。2006年5月25日，与寺龙口窑址一同并入第三批全国重点文物保护单位上林湖越窑遗址。